# The Great Lost Trashmen Album
The Great Lost Trashmen Album es un álbum de estudio de la banda de Surf Rock, The Trashmen.
Este trabajo de The Trashmen, contiene versiones de Rock and Roll como por ejemplo, Keep A Knockin y Lucille, temas originales de la leyenda del Rock and Roll, Little Richard. También se puede aprecíar la poderosa versión de la banda en Be True To Your School, canción original de los Beach Boys, compuesta por Mike Love y Brian Wilson. En este trabajo, tenemos las versiones de la agrupación, cuándo deciden tocar los más antiguos clásicos, como Ghost Riders In The Sky, Greensleves (1555) y Hava Nagila (1914). Otra versión, es la del tema de Country, Mind Your Own Business, y la sentimental Heartbeat.
Todas esas versiones y muchas más que contienen el The Great Lost Trashmen Album.
De hecho, este disco sólo contiene 3 canciones originales de la banda que son: la muy similar a la de Bird Bath, la instrumental Bad News, la roquera Wild Cat Loose In Town y la de Bird Diddley Beat, una clara referencia a Bo Diddley. Todas las canciones escritas por Larry LaPole junto a Steve Wahrer y Bob Reed, con la excepción de Bad News, que cómo Bird Bath, fue escrita únicamente por Dal Winslow.

## Listado de canciones
1. "Ghost Riders In The Sky"
2. "Keep A Knockin'"
3. "Think It Over"
4. "Greensleeves"
5. "True True Lovin'"
6. "Stick Shift"
7. "Hava Nagila"
8. "Be True To Your School"
9. "Bad News" (alt. version)
10. "Wlid Cat Loose In Town"
11. "Lucille" (bonus track)
12. "Green Onions" (bonus track)
13. "Mind Your Own Business"
14. "Bird Diddley Beat"
15. "Talk About Love"
16. "Heartbeat"

## Miembros
- Tony Andreason - Voz, guitarra líder
- Dal Winslow - Voz, guitarra rítmica
- Bob Reed - Bajo
- Steve Wahrer (†1989) - Cantante, Batería
- Mark Andreason - Batería

- Datos: Q6144558